# Clément Gignac
Clément Gignac, né le 7 mai 1955 à Saint-Gilbert, est un économiste et homme politique québécois. 

## Biographie

### Études et carrière professionnelle
Il étudie à l'Université Laval, où il obtient son baccalauréat (1978) puis sa maîtrise (1982) en économie. 
Économiste pour la Confédération des caisses Desjardins, il rejoint le ministère des Finances du Canada en 1984, en tant que conseiller dans le domaine des prévisions économiques et des transferts fédéraux. Il retourne cependant assez rapidement vers le monde de la banque (dès 1988), et entre en 1999 à la Banque nationale du Canada dont il deviendra économiste en chef en 2002.
Il quitte ses fonctions en 2009 pour entamer sa carrière politique. Par ailleurs, il est président de l'Association des économistes québécois (ASDEQ) durant l'année 2008-2009. 

### Carrière politique
Il devient conseiller principal du sous-ministre des Finances du Canada, qu'il représente dans un groupe de travail lors du G20.
Après une carrière d'économiste dans le secteur bancaire, il se présente dans Marguerite-Bourgeoys, une circonscription historiquement libérale, à l'occasion d'une élection partielle. Il est élu le 22 juin 2009 avec 72,41 % des voix. Il accède au Conseil des ministres de Jean Charest, d'abord à titre de ministre du Développement économique, puis comme ministre des Ressources naturelles et de la Faune, et ministre responsable du Plan Nord. Il devient par ailleurs vice-président du Comité des priorités économiques, organe majeur du gouvernement. Choisissant d'abandonner une circonscription traditionnellement acquise au Parti libéral du Québec pour affronter la députée péquiste Agnès Maltais dans Taschereau, il est battu par plus de 4 200 voix lors de l'élection générale du 4 septembre 2012. 
Le 29 juillet 2021, il est nommé sénateur au Sénat du Canada sur recommandation du premier ministre Justin Trudeau pour représenter le Québec (Kennebec).

## Vie après la politique
Il occupe ensuite le poste de vice-président principal et économiste en chef à iA Groupe financier. Il agit notamment en tant que porte-parole sur les questions économiques.

## Distinctions et prix
Il reçoit la Gloire de l'Escolle en mai 2015.